# بارلين (باد كاليه)
بارلين، باد كاليه (بالفرنسية: Barlin)‏ هي بلدية تقع في إقليم باد كاليه من منطقة نور با دو كاليه في شمال فرنسا. تبلغ مساحة هذه المدينة 6.18 (كم²)، وترتفع عن سطح البحر 63 م، يبلغ عدد سكانها 7549 نسمة حسب إحصاء المعهد الوطني للإحصاء والدراسات الاقتصادية سنة 2009 م. وترأس Michel Dagbert البلدية خلال فترة (2008-2014).